# Xianyang
Xianyang (en chino, 咸阳; pinyin, Xiányáng) es una ciudad-prefectura en la provincia de Shaanxi, República Popular China. A una distancia aproximada de 25 km de la capital provincial. Limita al norte con Tongchuan, al sur y este con Xi'an y al este con Baoji. Su área es de 10 323 km² y su población total para 2010 superó los 3,95 millones de habitantes. 

## En la dinastía Qin
Esta ciudad prefectura fue capital del país durante la dinastía Qin, entre 221 a. C. y 206 a. C..

## Administración
La ciudad prefectura de Xianyang se divide en 14 localidades que se administran en 3 distritos urbanos, 1 ciudad suburbana y 10 condados urbanos.
- Distrito Qindu 秦都区
- Distrito Yangling 杨陵区
- Distrito Weicheng 渭城区
- Ciudad Xingping 兴平市
- Condado Sanyuan 三原县
- Condado Jingyang 泾阳县
- Condado Qian 乾县
- Condado Liquan 礼泉县
- Condado Yongshou 永寿县
- Condado Bin 彬县
- Condado Changwu 长武县
- Condado Xunyi 旬邑县
- Condado Chunhua 淳化县 武功县
- Condado Wugong 武功县

## Clima
| Parámetros climáticos promedio de Xianyang, 1991–2020 promedio, extremas 1981–2010 | Parámetros climáticos promedio de Xianyang, 1991–2020 promedio, extremas 1981–2010 | Parámetros climáticos promedio de Xianyang, 1991–2020 promedio, extremas 1981–2010 | Parámetros climáticos promedio de Xianyang, 1991–2020 promedio, extremas 1981–2010 | Parámetros climáticos promedio de Xianyang, 1991–2020 promedio, extremas 1981–2010 | Parámetros climáticos promedio de Xianyang, 1991–2020 promedio, extremas 1981–2010 | Parámetros climáticos promedio de Xianyang, 1991–2020 promedio, extremas 1981–2010 | Parámetros climáticos promedio de Xianyang, 1991–2020 promedio, extremas 1981–2010 | Parámetros climáticos promedio de Xianyang, 1991–2020 promedio, extremas 1981–2010 | Parámetros climáticos promedio de Xianyang, 1991–2020 promedio, extremas 1981–2010 | Parámetros climáticos promedio de Xianyang, 1991–2020 promedio, extremas 1981–2010 | Parámetros climáticos promedio de Xianyang, 1991–2020 promedio, extremas 1981–2010 | Parámetros climáticos promedio de Xianyang, 1991–2020 promedio, extremas 1981–2010 | Parámetros climáticos promedio de Xianyang, 1991–2020 promedio, extremas 1981–2010 |
| Mes                                                                                | Ene.                                                                               | Feb.                                                                               | Mar.                                                                               | Abr.                                                                               | May.                                                                               | Jun.                                                                               | Jul.                                                                               | Ago.                                                                               | Sep.                                                                               | Oct.                                                                               | Nov.                                                                               | Dic.                                                                               | Anual                                                                              |
| ---------------------------------------------------------------------------------- | ---------------------------------------------------------------------------------- | ---------------------------------------------------------------------------------- | ---------------------------------------------------------------------------------- | ---------------------------------------------------------------------------------- | ---------------------------------------------------------------------------------- | ---------------------------------------------------------------------------------- | ---------------------------------------------------------------------------------- | ---------------------------------------------------------------------------------- | ---------------------------------------------------------------------------------- | ---------------------------------------------------------------------------------- | ---------------------------------------------------------------------------------- | ---------------------------------------------------------------------------------- | ---------------------------------------------------------------------------------- |
| Temp. máx. abs. (°C)                                                               | 16.0                                                                               | 23.0                                                                               | 30.6                                                                               | 34.6                                                                               | 37.8                                                                               | 41.7                                                                               | 39.6                                                                               | 39.2                                                                               | 36.8                                                                               | 31.1                                                                               | 24.4                                                                               | 22.4                                                                               | '                                                                                  |
| Temp. máx. media (°C)                                                              | 4.7                                                                                | 9.1                                                                                | 15.1                                                                               | 21.5                                                                               | 26.4                                                                               | 31.5                                                                               | 32.5                                                                               | 30.2                                                                               | 25.1                                                                               | 19.1                                                                               | 12.3                                                                               | 6.3                                                                                | 19.5                                                                               |
| Temp. media (°C)                                                                   | −0.9                                                                               | 2.6                                                                                | 7.7                                                                                | 14.1                                                                               | 19.3                                                                               | 24.5                                                                               | 26.3                                                                               | 24.4                                                                               | 19.6                                                                               | 13.3                                                                               | 6.0                                                                                | 0.5                                                                                | 13.1                                                                               |
| Temp. mín. media (°C)                                                              | −5.1                                                                               | −1.6                                                                               | 3.4                                                                                | 8.6                                                                                | 13.4                                                                               | 18.8                                                                               | 22.1                                                                               | 20.9                                                                               | 15.9                                                                               | 9.2                                                                                | 1.9                                                                                | −3.7                                                                               | 8.7                                                                                |
| Temp. mín. abs. (°C)                                                               | -16.3                                                                              | -12.4                                                                              | -8.5                                                                               | -2.1                                                                               | 2.4                                                                                | 8.7                                                                                | 14.7                                                                               | 12.0                                                                               | 5.0                                                                                | -4.4                                                                               | -12.3                                                                              | -18.6                                                                              | '                                                                                  |
| Precipitación total (mm)                                                           | 6.2                                                                                | 8.8                                                                                | 22.1                                                                               | 34.6                                                                               | 49.8                                                                               | 60.5                                                                               | 82.8                                                                               | 84.6                                                                               | 89.4                                                                               | 54                                                                                 | 21.9                                                                               | 4.5                                                                                | 519.2                                                                              |
| Días de precipitaciones (≥ 0.1 mm)                                                 | 3.5                                                                                | 3.9                                                                                | 5.9                                                                                | 7                                                                                  | 8.8                                                                                | 8                                                                                  | 9.7                                                                                | 9.4                                                                                | 11.4                                                                               | 9.6                                                                                | 5.7                                                                                | 2.8                                                                                | 85.7                                                                               |
| Días de nevadas (≥ 1 mm)                                                           | 4.3                                                                                | 3.1                                                                                | 1.3                                                                                | 0.1                                                                                | 0                                                                                  | 0                                                                                  | 0                                                                                  | 0                                                                                  | 0                                                                                  | 0                                                                                  | 1.2                                                                                | 2.6                                                                                | 12.6                                                                               |
| Horas de sol                                                                       | 134.4                                                                              | 132                                                                                | 169.8                                                                              | 194.4                                                                              | 211.3                                                                              | 211                                                                                | 223.2                                                                              | 200.8                                                                              | 143.1                                                                              | 138                                                                                | 135.5                                                                              | 141                                                                                | 2034.5                                                                             |
| Humedad relativa (%)                                                               | 64                                                                                 | 63                                                                                 | 62                                                                                 | 66                                                                                 | 65                                                                                 | 61                                                                                 | 69                                                                                 | 75                                                                                 | 78                                                                                 | 78                                                                                 | 74                                                                                 | 66                                                                                 | 68.4                                                                               |
| Fuente: Administración Meteorológica de China                                      |                                                                                    |                                                                                    |                                                                                    |                                                                                    |                                                                                    |                                                                                    |                                                                                    |                                                                                    |                                                                                    |                                                                                    |                                                                                    |                                                                                    |                                                                                    |